# Krasnohrad
Krasnohrad eller Krasnograd  (ukrainsk:  Красноград) er en by i Kharkiv oblast (provins) i Ukraine. Fra 1784 til 1922 var den kendt som  'Kostyantynohrad'  eller  'Konstantingrad' . Den er det administrative centrum for Krasnohrad rajon. Krasnohrad er vært for administrationen af Krasnohrad urban hromada, en af hromadaerne i Ukraine.   Byen har en befolkning på omkring 20.013 (2021).
Byen Krasnohrad blev grundlagt som en Bilevska fæstning i 1731–1733, som en del af den ukrainske linje (en) af forsvarsbefæstninger, der løb fra Dnepr til Donets. Fæstningen blev opkaldt efter den russiske militærgarnison, der blev dannet i en by Belyov (nær Tula). I 1784 blev fæstningen omdøbt til Kostyantynohrad, og i 1797 fik den bystatus. I 1922 blev den omdøbt til Krasnohrad. Det ligger ved Berestova-floden 101 km syd for byen Kharkiv.